# Liste der Bodendenkmale in Drelsdorf
In der Liste der Bodendenkmale in Drelsdorf sind die Bodendenkmale der Gemeinde Drelsdorf nach dem Stand der Bodendenkmalliste des Archäologischen Landesamts Schleswig-Holstein von 2016 aufgelistet. Die Baudenkmale sind in der Liste der Kulturdenkmale in Drelsdorf aufgeführt.
| Denkmal-ID           | Befundart           | Bezeichnung                     | Zeitstellung                 | Lage | Bemerkungen | Bild |
| -------------------- | ------------------- | ------------------------------- | ---------------------------- | ---- | ----------- | ---- |
| aKD-ALSH-Nr. 001 185 | Siedlung            | Fething/Süßwassertränke (Warft) | Mittelalter, Neuzeit         |      |             |      |
| aKD-ALSH-Nr. 001 189 | Grabmal > Grabhügel | Grabhügel                       | Vor- und/oder Frühgeschichte |      |             |      |
| aKD-ALSH-Nr. 001 190 | Grabmal > Grabhügel | Grabhügel                       | Vor- und/oder Frühgeschichte |      |             |      |
| aKD-ALSH-Nr. 001 192 | Grabmal > Grabhügel | Grabhügel                       | Vor- und/oder Frühgeschichte |      |             |      |
| aKD-ALSH-Nr. 001 193 | Grabmal > Grabhügel | Grabhügel                       | Vor- und/oder Frühgeschichte |      |             |      |
| aKD-ALSH-Nr. 001 194 | Grabmal > Grabhügel | Grabhügel                       | Vor- und/oder Frühgeschichte |      |             |      |